# いのちの器
『いのちの器』（いのちのうつわ）は、上原きみ子による日本の漫画作品、およびそれを原作としたテレビドラマ。
隔月刊の女性向け漫画誌『Eve Special for Mrs.　No.30（1991年10月刊行）』（秋田書店）にて連載開始。1995年より掲載誌が『月刊フォアミセス』としてリニューアル後も連載を続行し、同誌の看板作品の一つであり、同一タイトルのシリーズ物として最長連載作品となっている（2024年時点）。
単行本は、B6判サイズの秋田レディースコミックスデラックス（略称は、"A.L.C. DX"）、秋田文庫（ともに秋田書店）より発行されている。

## あらすじ
産婦人科医の有吉響子は、連載開始時、夫・晃と結婚して4年目。
響子は長野・安曇野の山野産婦人科で産まれた。父親は不明、母親は響子を産むとすぐに亡くなり、引き取り手のなくなった響子は院長の山野に養女として育てられた。山野が急死し、響子は山野産婦人科を継ぐことに。晃は響子の立場を理解し長野に同行するが、出来心から房江と過ちを犯し、娘・優子を設けてしまう。響子は身を切られる思いで晃と離婚するが、響子に想いを残したままの晃は結局房江とはうまくいかなかった。一方、響子は新幹線の中で突然産気づいた女性の子を取り上げるが、母親はそのまま亡くなり、親戚からも引取りを拒否されたその娘・桃子を養女にする。優子（うーこ）と桃子（もんも）はすぐに仲良くなり、二人の仲立ちで互いに愛情を残したままでいた響子と晃は再び結ばれたのだった。（コミック6巻）
その後、響子と晃の間に実子・穂高（コミック15巻）と五郎（コミック26巻）が誕生。また、不思議な縁で、両親を失った山野の父の実孫・雅志（コミック13巻）、実母が出産と同時に死亡してしまった春菜（コミック45巻）を養子、養女に迎え、響子は6人の子の母に。更に響子の実母の姉の頼子おばさま（初登場コミック8巻）も加わり、有吉家は血縁を超えた絆で結ばれた総勢9人の幸せな大家族となる。産婦人科医として妻として母として女性として充実した日々を送る響子の元に、今日も様々な事情を抱えた患者が訪れる。

## 登場人物

### メインキャラクター
有吉（山野）響子（コミック1巻～）
主人公。医者であった実の母親：千尋とは新生児の時に死別。実父は頼子の夫。亡き養父・山野の後を継いで長野・安曇野で山野産婦人科医院を営む優秀な産婦人科医師。美人で性格の裏表がなく魅力的な女性でもある。様々な事情を乗り越えて、今は愛する夫・晃と実子・養子合わせて6人の子供達、母と慕う頼子おばさまと幸福な家庭を築いている。家事はからっきし駄目。6人の子供たちの中で次男・穂高、三男・五郎の二人は血縁関係のある実子。
大食いの大食漢で常にダイエット（主にウォーキング）をしているが続いた試しがない。
有吉晃（コミック1巻～）
響子の夫。浮気で優子を設けてしまい、一度は離婚し子供(優子)のこともあり汐崎房江と結婚。しかし、心の中には響子への想いが残っていたため房江とは上手くいかなくなり。結局すぐ離婚してしまう。その後色々なことを乗り越えて響子と復縁。かつてはエリートサラリーマンだったが、今は地元のスーパーの店長として働いている。家事が得意。子供たちの中で長女・優子、次男・穂高、三男・五郎の3人は血縁関係のある実子。60歳で定年退職後は、穂高の経営するあずみのテラス勤務。
有吉（佐伯）雅志（コミック13巻～）
有吉家の長男。響子の養父・山野の、名乗りあうことも叶わなかった実子・鷹志の子。絵画が得意な美少年でよくもてる（が女心がわからないと言われる）。父の死で有吉家に引き取られる（コミック13巻）。実の母である母親との関係は拗れかけていたが、響子と優子によって和解。ただし、それは父に続いて一年以内に母との死別も意味することとなる（コミック15巻）。有吉家では晃と共に財政難に頭を悩ます。スケッチがてらあちこちに出没。歩く町内人名辞典と異名をとり（コミック33巻）ひとこと多い、と家族には言われる。将来は医師か画家かで悩むこともあったが、産婦人科医となり山野医院を継ぐ決意をする。妹、桃子の親友の花園ほのかとの結婚（コミック61巻）により花園クリニック院長に就任。妻ほのかとの間に長男：大志（たいし/コミック69巻）。双子の長女：花穂（かほ/コミック73巻）と次女：茉穂（まほ/コミック73巻）、次男：春太（しゅんた/コミック79巻）、三女：七穂（ななほ/コミック91巻）の計5児を授かる。
服部（有吉）優子（コミック1巻～）
3/8生まれ。有吉家の長女。愛称「うーこ」。晃が浮気で汐崎房江との間に儲けた子。優しく賢い美少女で、何かと子供時代の響子に似ているが、容貌は生母の房江似。響子を実の母と信じて疑わなかったが、10歳の頃生母の房江が現れ事実を告げられショックを受ける。だが響子とは血のつながりはなくても心がつながっていると気付き、同時に自分を捨てた房江をも赦した（コミック28巻）。幼い頃から不妊治療専門医を目指していて響子の医学書を愛読していた。高校を卒業後、響子の出身大学である東京の名門T大医学部に現役で合格＆進学（コミック51巻）。現在は安曇野で女医をしている。兄弟の中では穂高と五郎は父親が同じで母親が異なる異母弟である。桃子が中学時代所属していた演劇部の顧問、服部半蔵と59巻で結婚し服部姓となった。64巻で長女・華（はな/コミック64巻）を出産。その後長男・天心（てんしん/コミック68巻）も誕生。その後、更に出産後まもなく生母を亡くした双子の男児、風太（ふうた/コミック71巻）と雷太（らいた/コミック71巻）を養子として引き取り、さらに実母を亡くした娘の華の親友のらんも養子に引き取り（コミック82巻）、実子含め５人の子供の母親になる。頼子から華道と茶道を学び、日本舞踊の名取、剣道の有段者でもある。
矢車（有吉）桃子（コミック2巻～）
3/30生まれ。有吉家の次女。愛称「もんも」。3月生まれ。実母の幸子が新幹線の中で突然産気付き、乗り合わせていた響子に取り上げられるも、幸子は直後に死去。実父は伯母の美子の夫。美子に引き取りを拒否され、響子の養女となる。中学生になって事実を知らされる（コミック39巻）が、やはり自分の心のつながった親は響子と晃なのだと確信する。伯母の美子とは後に和解する。（コミック51巻)。美子の夫は、再婚相手と子供を2人設けており、また美子との間にも不慮の事故で亡くした子供がいたため、彼女には異母兄弟が3人いる。愛らしい容姿ながら男前で気が強いが、正義感が強く根は優しい為、周りの人間からも好かれている。幼い頃から演劇好きで、女優になるのが夢だった。現在は名門劇団「ほとけの座」で女優として活動している。未婚だが、64巻では思いがけず妊娠が判明。それをきっかけに元彼でお腹の子供の父親である矢車北斗と入籍し後に女児を出産。「凛」（りん/コミック67巻）と命名する。その後、北斗との間に更に２人目の女児「舞」（まい/コミック75巻）と３人目の女児「望」（のぞみ/コミック79巻）も授かる。北斗と真琴の子供、茜も同じ屋根の下で生活しており、娘として育てている。
有吉穂高（コミック15巻～）
有吉家の次男。響子と晃の間では初めての実子。髪は両親と同じ黒髪だが黒目がでかいのが特徴。4月生まれ。幼い頃から手のつけられない悪ガキで皆が振り回されるが、どこか憎めない。天才タイプで小学生にして英語の小説を原書のまま読んでいたり、中学で特に何もしないがいつも成績が学年トップクラス、中1にはアメリカへホームステイなど雅志曰くかなり頭が良いらしい。五郎は同じ両親から生まれた同親弟で、優子は父親が同じで母親が異なる異母姉である。昔と比べて出番がかなり少なくなった。アメリカの大学に進学し、在学中に無農薬野菜を育てる為の土を開発。農土何とかの特許を取ってがっぽりお金の入るご身分らしい（コミック87巻）　悪友2人と安曇野であずみのテラスという地場産業をアピールする事業を立ち上げた。ペンションアリスの一人娘でパティシエのマリンとできちゃった結婚をし(コミック70巻）、長女「美森」（みもり/コミック72巻）を授かる。その後、長男「天馬」（てんま/コミック77巻）、次男「流星」（りゅうせい/コミック87巻）も産まれた。
榊原（有吉）五郎（コミック26巻～）
有吉家の三男。12月生まれ。響子と晃の間では第2子。事件に巻き込まれた響子が産気付き予定日の23日前に生まれた。その影響で血を見ると卒倒してしまう。響子と晃それぞれに似て可愛らしい容姿だが時折妙に生意気で恐ろしい言葉を平然と口にし、有吉家で一番の危険分子？といわれる。穂高は同じ両親から生まれた同親兄で、優子は父親が同じで母親が異なる異母姉である。現在は大学生となり上京し、千葉の大学の薬学部に在籍している。物語の途中で優子の実母の房江と榊原良純夫婦の養子になり、名前が「榊原五郎」になった(コミック79巻）。子供の頃と比べて性格は若干落ち着いた様子だがたまに毒を吐く。
90巻にて高校時代からの彼女である双葉と結婚。
有吉春菜（コミック45巻～）
有吉家の三女にして末子。4月生まれ。いつもにこにこした笑顔な為、愛称「ニコちゃん」。実母の春海が山野医院で春菜を出産しすぐ死亡した為、有吉家の養女となる。握力が非常に強く、きゅうりを握っては折り、北斗の指も片手だけで簡単に折ってしまった。コミック54巻で叔母の小野寺夕海（おのでらゆみ）家族と偶然出逢うが、夕海からは拒絶される。亡くなった実母の春海がピアニストだった遺伝でピアノの才能に目覚め（コミック60巻）、小学6年生の時に全国コンクールで優勝をしている。なお、そのコンクールで従姉妹の小野寺七海（おのでらななみ）と再会し、叔母との誤解も解けた（コミック65巻）。現在は高校生に。医学部受験の為に猛勉強、S大医学部へ推薦合格を果たす（コミック88巻）。コミック89巻では、晃の口から「ひょっとしたらうちの中で一番の稼ぎ頭かもネ」と言われるほど、コマーシャルやドラマの曲で流れる作曲家として稼いでいることが語られた。
91巻にて幼馴染の夏野オサム（ニコより一学年上のS大医学部）と公認の仲になる。
山野 雅仁
響子の養父で山野医院の２代目院長。響子の母親である身重の千尋との関係を、結婚して一年足らずだった志乃に誤解され、響子が生まれる前に離婚。ただ、その時には既に志乃もまた鷹志を身ごもっていた。響子が小学生の頃に鷹志が訪ねてきて初めてそのことを知るが認知することもかなわなかった。
秋月 千尋
響子の実母。小石川頼子の妹。長野の医学部へ進学し、先輩となる山野の父と出逢う。コミック8巻で、初恋の人である小石川広之が姉と結婚したと言っていたと語られた。頼子、千尋の父親はひげの先生と慕われていた医師、秋月五郎。
小石川 頼子（コミック8巻～）
響子の実の伯母（千尋の実姉）で以前は東京で暮らしていたが現在（コミック27巻以降）は安曇野で響子達と共に暮らしている。子供達からは、「頼子おばさま」と呼ばれ実の祖母同然に慕われている。姉の千尋の母親代わりとして可愛がっていた。が、その妹の千尋と愛していた医者の夫が過ちを犯してしまったことがどうしても許せず、響子と初めて会うまでは二人を憎んでいた。時男という息子が一人いるが、実は夫との子供ではなく、夫へのあてつけで浮気して出来た子供。響子と会った当初もその想いからなかなか素直な態度がとれず冷たく対応してしまうが、響子やまだ幼かった優子と桃子と触れ合っていくうちにその想いが少しずつ浄化された。息子の時男から東京に帰ってきて欲しいと言われた時、響子が本当の娘のように思えると語り、死ぬまで響子一家と暮らしたいと答えた（コミック34巻）。
小石川 広之
響子の実父。頼子の夫。「きみの好きな白いバラを持っていつの日かきみの住む常世の国へ私も行こう」と日記に遺していた。その日記を見た時男が安曇野を訪れ、白いバラを抱えて千尋の墓前に供えて響子と出逢う（コミック1巻）

### 長男・雅志の家族達
有吉 ほのか（旧姓、花園）（コミック45巻～）
長男雅志の妻で、桃子と北斗、真琴の安曇 野高校の演劇部の仲間であり親友。響子の産婦人科医としての姿に感化され雅志の後を追って医学部に進学。研修医になったばかりの時に養父の花園クリニックの院長が逝去し、雅志と結婚を優子の支えもあり共にクリニックを存続。なかなか妊娠できず、優子や桃子に遅れをとったが大志、花穂・茉穂（双子）、春太の4人に恵まれた。コミック89巻で五人めを妊娠、その子が15歳になるまで子供たちと共に有吉家で暮らす事を選んだ。
有吉 大志（コミック69巻～）
雅志とほのかの長男で第1子。1月1日に花乃や旅館で産まれた。母であるほのかが悪阻に悩まされたため、安曇野で多くの従兄弟/従姉妹たちと一緒に育つ。その結果、本来は弟の春太が生まれる頃に父のいる松本へ戻る予定が「まつもとかえらない」と主張して家出。父である雅志と保育園卒園したら松本へ帰ると男同士の約束をした。（コミック79巻）従兄弟である服部天心とは同い年。祖父に当たる有吉晃は大志のランドセルは自分で買ってやるのが悲願だった。（コミック89巻）　父親との約束を守り一度は松本に戻るものの、結局はほのかや妹弟と一緒に安曇野へ帰ってきた。
有吉 花穂・茉穂（コミック73巻～）
雅志とほのかの長女と次女で第2子、3子。双子の女の子。従姉妹である有吉美森、服部風太、服部雷太とは五人同い年で響子は子供たちの祝いが重なる事に戦々恐々。
有吉 春太（コミック79巻～）
雅志とほのかの次男で第4子。
有吉 七穂（コミック91巻～）
雅志とほのかの三女で第5子。

### 長女・優子の家族達
服部 半蔵（コミック36巻～）
安曇野中学の教師で優子の夫。元々、優子、桃子も彼の教え子だった。演劇部の顧問でもあり、桃子とも縁が深く義兄妹となった現在も付き合いが深い。おおらかで面倒見の良い性格で生徒達から慕われている。安曇野に来てからは、義理の姉の結子と暮らしていたが結子の結婚を期に一人暮らしになり、優子と結婚してからは、伯母夫婦と優子。途中で異父弟の里山大和も加わりそこそこ大家族になった。
服部 華（コミック64巻～）
優子と半蔵の第1子で女の子。長女。顔は優子と似ているが性格は父親寄りでやんちゃな性格。響子には叔父の穂高にそっくりだと言われた。名付け親は優子の生母の房江と房江の現在の夫の榊原良純夫妻。鯉のぼりを買ってほしいとお願いしたが、買ってもらえず茜と二人で、ふてくされているときに蘭に出会い譲ってくれるというので、貰ってきた。その後、保育園に行っていないため蘭と保育園に行きたくて、通わせてほしいとお願いし、保育園に通い始めた。現在は小学生である。
服部 天心（コミック68巻～）
優子と半蔵の第2子で男の子。華の弟。長男。天真爛漫な心をもってほしいという意味をこめて半蔵が命名した。色々な場所に登る癖がある。響子が夫と鰻を食べていたので雅志の嫁のほのかがとりあげた。従兄弟である有吉大志とは同い年。
服部 風太、雷太(コミック71巻～）
次男と三男。優子が働いている病院に緊急搬送された女性から産まれた双子の男児。優子が出産を手伝った。その後、女性が死亡し、親族から引き取りを拒否された為、半蔵の提案で優子と半蔵夫妻の養子になった。その為、他の家族とは血の繋がりはない。
服部 蘭（コミック70巻～）
華と対照的で、女の子になりたい男の子。華とは、鯉のぼりが縁で親友になった。華と茜が保育園に行くことになったきっかけである。その後も家族ぐるみで、仲良くしていたが、実母が亡くなったため服部家に引き取られることになった（コミック82巻）。華と茜とお風呂に入るまで、女の子と思われていた。

### 次女・桃子の家族
矢車 北斗
桃子の中学時代からの同級生。高校進学の際に、安曇野高校に桃子が落ちてしまったため、補欠合格させるために引っ越しをするなど、優し一面がある（その後すぐに安曇野に戻ってきたため同じ学校へ通うことができた）
桃子と真琴とともに、演劇部に所属しており俳優として活動をしたが、服部先生に憧れて教師を志すようになる
桃子を思っていたが、真琴と結婚をし、茜を設ける
真琴との離婚後は、茜を矢車家で育てる
桃子が妊娠をしたのを機に、再婚。その後3人の娘を設ける
矢車 茜
北斗と前妻である真琴の娘。優子、半蔵夫婦を信頼しており「うーママ」「半パパ」の愛称で呼んでいる。半蔵に関しては、父である北斗よりも優先して父の日やバレンタインの贈り物をしている。家では、しっかり者のお姉ちゃんで総領娘として、しっかり妹たちのお世話をしている。いとこの中では、華と蘭とよく一緒に居る（茜が一歳年上）。
矢車 凛
北斗の第2子、桃子の第1子。桃子に一番良く似ており食べることが大好きな女の子。歩くのが遅く心配されていた。
矢車 舞
北斗の第3子、桃子の第2子
矢車 望
北斗の第4子、桃子の第3子

### 次男・穂高の家族
有吉 麻鈴（旧姓、 富士丸）
コミック19巻で登場のアリスの娘。アリスのミニチュアと言われた。母のアリスはペンションアリス、レストランアルペンローゼの経営者。義父は家具職人の富士丸。アルペンローゼは有吉家の子供たちの良きアルバイト先だった為、縁が深い。
パリで3年間パティシエとして修業し、パティシエコンクールで三位入賞後に帰国（コミック65巻）。穂高の事業あずみのテラスでスイーツコーナーを手伝っているうちに愛を育む。コミック70巻にて穂高と結婚。
有吉 美森（コミック72巻～）
忙しい両親によく有吉家に預けられているシーンがある（コミック73巻）。弟の天馬が生まれる際にも甘えん坊となりすぎて父の穂高に追い出されて有吉家へ（コミック77巻）。穂高に似ず可愛いと響子や五郎からも言われる。たまに「じょしゅ」と書かれた名札を下げて響子の職場にいたり、頼子を手伝う。最近は、優子の家で遊んでいることが多い。
有吉 天馬（コミック77巻～）
保育園で給食を「まじゅい！！」と言って食べないらしく、変わり者だと言われている。ほのかの料理に醤油あと3滴と指摘するなど、シェフの祖母、パティシエの母の血を継いでこだわりがある様子（コミック86巻）
有吉 流星

### 山野医院の職員
松下 艶子
山野医院の婦長。先代の院長（山野の父）の代から山野医院で、務めており響子のことは生まれた頃から、知っている。響子の母の死に水をとり、娘同然に可愛がってきた。桃子を実子として育てるつもりの響子のために、おばあちゃまのつもりと発言したこともある。
松下明日香
山野医院の看護婦。
笹木（旧姓：菊池）あかり
山野医院の女医。冗談が好き。
里子
笹木ひびき
玉三郎の嫁。山野医院の女医。

### 榊原家
榊原 房江
優子の実母。響子と婚姻をしていると知りながらも晃と関係を持ち身籠った。響子がとりあげたと同時に離婚届を出産祝いとしてもらい、晃と結婚をする。生活をしていく中で響子への後ろめたさから逃げるように家庭を疎かになりやがて離婚をする。
上京し良純と出会い交際をする中で、優子への未練があり安曇野へ訪れるが拒絶される。良純の仲介もあり優子から生みの『母』として認めてもらい以降、医学生時代は優子と同居をし長年の隔たりを埋めていく。その後、響子と晃の間の三男である五郎を養子に迎える。
榊原 良純（コミック41巻～）

### その他
倉田大輔
響子に惚れていたが、小学時代に言った一言から仲たがい。（実際は、お互い初恋だった）晃と響子の離婚後に一時期恋人関係になるが、百恵と結婚することを決意し別れる。
倉田百恵
大輔は、自身の家庭教師だった。中央病院の院長の次女で、看護師。大輔との結婚は、父から反対されていたが妊娠を機に、許される。歩くアンテナで、良い情報も悪い情報も彼女の耳に入ると、すぐに町中に広まる。
倉田大地
大輔、百恵夫妻の息子。
伊東鞠彦
響子に惚れていた。みどりとは、お見合いの日に出会って、ひょんなことからプロポーズした。
伊東みどり
優子の保育園の先生。鞠彦からプロポーズされて、最終的にうけて結婚。まつのや旅館の女将になる。
美波
親戚のリンゴ園に、預けられている。当初は、桃子にあこがれを持っており桃子と同じファッションだった。、母と養父とこれから生まれてくる子供や潮と暮らす予定だったが、桃子たちと離れたくなくて、母と暮らす話を断り、叔母の家（リンゴ園）で暮らすことになった。
潮
美波の弟。美波とともにリンゴ園で暮らす。
優作
八神凛子
響子の友人。女優をしており、桃子の師匠（桃子は、凛子の付き人として八神一座にいた）。
藤井美子
花の屋旅館の女将。桃子の実の叔母。桃子が、妹と真彦の子と知り川に落とそうとした。亡くなった息子の代わりに桃子を引き取ろうとする。その後も、有吉家に良い印象を与えていなかったが、のちに桃子と和解をして息を引き取った。
藤井真彦
桃子の実父。真春、真太、真次の実父でもある。桃子のことは、響子が桃子を旅館に連れてきた時も、響子の子供として信じて疑わなかった。桃子は、亡くなった息子真春に生き写しのように似ている。
藤井真春
赤ちゃんだった桃子と響子が花の屋に滞在している時に生まれた。川に溺れて死亡。
幸子
桃子の実母。桃子を出産後すぐに死亡。桃子の父親は、美子の旦那。
清美
真彦の、愛人。花の屋の中居だったが真太を妊娠し、美子から守るために、はなのやを追い出される。
真太
真次
笹木トキ
玉三郎の、実父の家のお手伝いをしていた（玉三郎の子守役）。玉三郎が由歌里によって連れ去られるところを目撃。安曇野にて、玉三郎を見つける。由歌里と玉三郎のために、自身も安曇野に住み、二人の家で見守っていた。その後、笹木三兄弟の父の後妻になり、名実ともに玉三郎の祖母となった。
笹木一太郎
笹木由歌里
お手伝いをしていた家の旦那さんとの間に玉三郎を設けるが、玉三郎は旦那さん夫婦に引き取られてしまう。その後、玉三郎を連れて逃げ出してしまうが、お手伝いのトキさんに見られており、玉三郎を安曇野駅で出会ったカップルに引き渡して、また手放す。そのカップルが、桃子と優子が弟を望んでることを知り、玉三郎を山野医院の前に置き去りにしたことで、有吉家との縁ができる。その後、お手伝いのトキさんと玉三郎、お腹の子と笹木家の離れに暮らす。
笹木玉三郎
弟が欲しかった桃子と優子が拾ってきた（山野医院に捨てられていた）。愛称「玉」。長男だが、桃子と優子の弟分ということで、玉三郎と名付けられる。
笹木四郎
玉三郎が、安曇野に来たときは由歌里のお腹の中にいた。
笹木大五郎
笹木小次郎
動物用などの奇妙な野菜を育てていたが、二人目が生まれる頃には、人間用を育てるようになった。
笹木小夜子
前の夫と、DVで別れる。小次郎は、初恋の人。
笹木広平
笹木草平
笹木乱平
笹木三郎
初期は若葉に惚れていた。が、のちにあかり先生に捕まった。あかり先生の夫で、尻に引かれている。笹木家と言えば三郎の名前が出てくるほど、有吉家の子供たちと仲がいい。
笹木かんな
笹木のばら
大友類
大友梓
小石川時男
小川林太郎
響子に惚れていた。小川ベーカリーを営んでおり、毎日売れ残りのパンを響子に届けている。（プチクロが人気である）
小川綾子
林太郎の嫁。
アリス
アルペンローゼのオーナーで、穂高の嫁、マリンの母。
大原（旧姓：森丘）花音
魁ちゃん
大原風太
矢車輝彦
矢車由利子
花織
邦義
輝太郎
珠美先生
みのりちゃん
作田東吾
作田くるみ
タケル
あやか
くるみの叔母
里山（旧姓：広瀬➡矢車）真琴
里山大和
松嶋七緒
松下勇気
北村花奈子
響子先生の親友、ウェディング・デザイナー。高校時代、妊娠するも出産前に赤子の父親が他界、出産を親に反対される。が、前院長雅仁の尽力で出産し赤子を養子に出し状況。
谷口美幸
花奈子の娘。谷口家へ養女に。結婚。姉弟の二人の子持ち。結婚式に密かに送られたドレスで結婚式をあげた。
青森のおばあちゃま
晃の姉

## 年齢早見表（主要人物の同級生）

### 有吉響子と同年代
・伊東鞠彦
・倉田大輔

### 笹木あかりと同年代
・里子
・若葉
・梓
・三郎（１学年下）

### 有吉雅志と同年代
・秋山

### 有吉桃子と同年代
・矢車北斗
・里山真琴
・花園ほのか
・くるみ

### 有吉穂高と同年代
・拓馬
・一樹

### 有吉五郎と同年代
・松下勇気

### 服部華と同年代
・服部蘭

### 服部天心と同年代
・有吉大志

### 服部雷太・風太と同年代
・有吉花穂
・有吉茉穂
・有吉美森

## 書誌情報

### B6判単行本
- 上原きみ子『いのちの器』秋田書店〈秋田レディースコミックスデラックス〉、既刊97巻（2025年7月16日現在[4]）
  1. 1994年9月22日発売[5]、ISBN 4-253-15594-4
  2. 1994年11月25日発売[6]、ISBN 4-253-15595-2
  3. 1995年3月17日発売[7]、ISBN 4-253-15596-0
  4. 1995年5月26日発売[8]、ISBN 4-253-15597-9
  5. 1995年9月29日発売[9]、ISBN 4-253-15598-7
  6. 1996年2月16日発売[10]、ISBN 4-253-15599-5
  7. 1996年6月28日発売[11]、ISBN 4-253-15600-2
  8. 1996年11月22日発売[12]、ISBN 4-253-15601-0
  9. 1997年2月21日発売[13]、ISBN 4-253-15602-9
  10. 1997年8月29日発売[14]、ISBN 4-253-15603-7
  11. 1997年11月21日発売[15]、ISBN 4-253-15696-7
  12. 1998年3月20日発売[16]、ISBN 4-253-15697-5
  13. 1998年9月25日発売[17]、ISBN 4-253-15698-3
  14. 1999年1月8日発売[18]、ISBN 4-253-15699-1
  15. 1999年6月25日発売[19]、ISBN 4-253-15700-9
  16. 1999年10月28日発売[20]、ISBN 4-253-15701-7
  17. 2000年5月31日発売[21]、ISBN 4-253-15702-5
  18. 2000年9月21日発売[22]、ISBN 4-253-15703-3
  19. 2001年3月29日発売[23]、ISBN 4-253-15704-1
  20. 2001年9月6日発売[24]、ISBN 4-253-15705-X
  21. 2002年1月31日発売[25]、ISBN 4-253-15706-8
  22. 2002年6月27日発売[26]、ISBN 4-253-15707-6
  23. 2002年10月24日発売[27]、ISBN 4-253-15708-4
  24. 2002年12月19日発売[28]、ISBN 4-253-15709-2
  25. 2003年2月13日発売[29]、ISBN 4-253-15710-6
  26. 2003年5月8日発売[30]、ISBN 4-253-15835-8
  27. 2003年7月24日発売[31]、ISBN 4-253-15836-6
  28. 2003年9月25日発売[32]、ISBN 4-253-15837-4
  29. 2003年11月27日発売[33]、ISBN 4-253-15838-2
  30. 2004年2月19日発売[34]、ISBN 4-253-15839-0
  31. 2004年5月27日発売[35]、ISBN 4-253-15840-4
  32. 2004年9月9日発売[36]、ISBN 4-253-15841-2
  33. 2004年12月9日発売[37]、ISBN 4-253-15842-0
  34. 2005年4月28日発売[38]、ISBN 4-253-15843-9
  35. 2005年8月27日発売[39]、ISBN 4-253-15844-7
  36. 2006年1月28日発売[40]、ISBN 4-253-15845-5
  37. 2006年5月26日発売[41]、ISBN 4-253-15846-3
  38. 2006年9月28日発売[42]、ISBN 4-253-15847-1
  39. 2007年1月26日発売[43]、ISBN 978-4-253-15848-0
  40. 2007年3月28日発売[44]、ISBN 978-4-253-15849-7
  41. 2007年6月28日発売[45]、ISBN 978-4-253-15850-3
  42. 2007年9月28日発売[46]、ISBN 978-4-253-15882-4
  43. 2007年12月28日発売[47]、ISBN 978-4-253-15883-1
  44. 2008年3月28日発売[48]、ISBN 978-4-253-15884-8
  45. 2008年7月28日発売[49]、ISBN 978-4-253-15885-5
  46. 2008年12月26日発売[50]、ISBN 978-4-253-15886-2
  47. 2009年3月27日発売[51]、ISBN 978-4-253-15887-9
  48. 2009年7月28日発売[52]、ISBN 978-4-253-15888-6
  49. 2009年11月27日発売[53]、ISBN 978-4-253-15889-3
  50. 2010年3月26日発売[54]、ISBN 978-4-253-15890-9
  51. 2010年6月28日発売[55]、ISBN 978-4-253-15891-6
  52. 2010年10月28日発売[56]、ISBN 978-4-253-15892-3
  53. 2011年2月28日発売[57]、ISBN 978-4-253-15893-0
  54. 2011年6月16日発売[58]、ISBN 978-4-253-15894-7
  55. 2011年10月14日発売[59]、ISBN 978-4-253-15895-4
  56. 2012年1月16日発売[60]、ISBN 978-4-253-15896-1
  57. 2012年5月16日発売[61]、ISBN 978-4-253-15897-8
  58. 2012年9月14日発売[62]、ISBN 978-4-253-15898-5
  59. 2013年1月16日発売[63]、ISBN 978-4-253-15899-2
  60. 2013年5月16日発売[64]、ISBN 978-4-253-15918-0
  61. 2013年9月13日発売[65]、ISBN 978-4-253-15919-7
  62. 2014年1月16日発売[66]、ISBN 978-4-253-15920-3
  63. 2014年5月16日発売[67]、ISBN 978-4-253-15921-0
  64. 2014年9月16日発売[68]、ISBN 978-4-253-15922-7
  65. 2015年1月16日発売[69]、ISBN 978-4-253-15923-4
  66. 2015年4月16日発売[70]、ISBN 978-4-253-15924-1
  67. 2015年8月12日発売[71]、ISBN 978-4-253-15925-8
  68. 2015年12月16日発売[72]、ISBN 978-4-253-15926-5
  69. 2016年4月15日発売[73]、ISBN 978-4-253-15927-2
  70. 2016年8月16日発売[74]、ISBN 978-4-253-15928-9
  71. 2016年12月16日発売[75]、ISBN 978-4-253-15929-6
  72. 2017年4月14日発売[76]、ISBN 978-4-253-15930-2
  73. 2017年8月16日発売[77]、ISBN 978-4-253-15931-9
  74. 2017年12月15日発売[78]、ISBN 978-4-253-15932-6
  75. 2018年3月16日発売[79]、ISBN 978-4-253-15933-3
  76. 2018年7月13日発売[80]、ISBN 978-4-253-15934-0
  77. 2018年12月14日発売[81]、ISBN 978-4-253-15935-7
  78. 2019年5月16日発売[82]、ISBN 978-4-253-15936-4
  79. 2019年8月19日発売[83]、ISBN 978-4-253-15937-1
  80. 2019年11月15日発売[84]、ISBN 978-4-253-15938-8
  81. 2020年3月16日発売[85]、ISBN 978-4-253-15939-5
  82. 2020年7月16日発売[86]、ISBN 978-4-253-15940-1
  83. 2020年11月16日発売[87]、ISBN 978-4-253-15941-8
  84. 2021年3月16日発売[88]、ISBN 978-4-253-16065-0
  85. 2021年7月15日発売[89]、ISBN 978-4-253-16066-7
  86. 2021年11月16日発売[90]、ISBN 978-4-253-16067-4
  87. 2022年3月16日発売[91]、ISBN 978-4-253-16068-1
  88. 2022年7月14日発売[92]、ISBN 978-4-253-16069-8
  89. 2022年11月16日発売[93]、ISBN 978-4-253-16070-4
  90. 2023年3月16日発売[94]、ISBN 978-4-253-16071-1
  91. 2023年7月13日発売[95]、ISBN 978-4-253-16072-8
  92. 2023年11月16日発売[96]、ISBN 978-4-253-16073-5
  93. 2024年3月14日発売[97]、ISBN 978-4-253-16074-2
  94. 2024年7月16日発売[98]、ISBN 978-4-253-16075-9
  95. 2024年11月15日発売[99]、ISBN 978-4-253-16076-6
  96. 2025年3月14日発売[100]、ISBN 978-4-253-16077-3
  97. 2025年7月16日発売[101]、ISBN 978-4-253-16078-0

### 文庫判
- 上原きみ子『いのちの器』秋田書店〈秋田文庫〉、既刊39巻（2018年5月24日現在）
  1. 1998年9月10日発売[102]、ISBN 4-253-17424-8
  2. 1998年9月10日発売[103]、ISBN 4-253-17425-6
  3. 1998年11月10日発売[104]、ISBN 4-253-17426-4
  4. 1998年11月10日発売[105]、ISBN 4-253-17427-2
  5. 1999年1月8日発売[106]、ISBN 4-253-17428-0
  6. 1999年1月8日発売[107]、ISBN 4-253-17429-9
  7. 1999年3月10日発売[108]、ISBN 4-253-17430-2
  8. 1999年5月8日発売[109]、ISBN 4-253-17431-0
  9. 2000年5月10日発売[110]、ISBN 4-253-17432-9
  10. 2000年7月7日発売[111]、ISBN 4-253-17433-7
  11. 2002年9月10日発売[112]、ISBN 4-253-17434-5
  12. 2002年11月8日発売[113]、ISBN 4-253-17435-3
  13. 2003年1月10日発売[114]、ISBN 4-253-17436-1
  14. 2003年3月6日発売[115]、ISBN 4-253-17437-X
  15. 2003年5月9日発売[116]、ISBN 4-253-17438-8
  16. 2003年7月10日発売[117]、ISBN 4-253-17439-6
  17. 2005年4月8日発売[118]、ISBN 4-253-17440-X
  18. 2005年7月8日発売[119]、ISBN 4-253-17441-8
  19. 2005年10月7日発売[120]、ISBN 4-253-17442-6
  20. 2006年1月10日発売[121]、ISBN 4-253-17443-4
  21. 2006年4月7日発売[122]、ISBN 4-253-17452-3
  22. 2006年7月7日発売[123]、ISBN 4-253-17453-1
  23. 2006年10月6日発売[124]、ISBN 4-253-17454-X
  24. 2007年7月10日発売[125]、ISBN 978-4-253-17455-8
  25. 2008年1月10日発売[126]、ISBN 978-4-253-17456-5
  26. 2008年4月10日発売[127]、ISBN 978-4-253-17457-2
  27. 2009年1月9日発売[128]、ISBN 978-4-253-17458-9
  28. 2009年4月10日発売[129]、ISBN 978-4-253-17525-8
  29. 2009年7月10日発売[130]、ISBN 978-4-253-17526-5
  30. 2010年4月9日発売[131]、ISBN 978-4-253-17527-2
  31. 2010年10月8日発売[132]、ISBN 978-4-253-18071-9
  32. 2011年7月8日発売[133]、ISBN 978-4-253-18072-6
  33. 2012年7月10日発売[134]、ISBN 978-4-253-18073-3
  34. 2013年7月10日発売[135]、ISBN 978-4-253-18074-0
  35. 2014年4月10日発売[136]、ISBN 978-4-253-18075-7
  36. 2015年4月17日発売[137]、ISBN 978-4-253-18076-4
  37. 2016年1月22日発売[138]、ISBN 978-4-253-18077-1
  38. 2016年7月22日発売[139]、ISBN 978-4-253-18078-8
  39. 2018年5月24日発売[140]、ISBN 978-4-253-18079-5

## テレビドラマ
東海テレビ制作で、1998年10月5日から12月28日にかけて、フジテレビ系列の昼ドラ枠にて放送された。放送時間は月曜から金曜の13:30-14:00（JST）。全12週、59回。

### キャスト
- 有吉響子：渡辺梓
- 有吉晃：岡野進一郎
- 倉田大輔：勝村政信
- 真奈美：鮎ゆうき
- 山野：湯浅実
- 小林トシ江
- 佐々木すみ江
- ルビー・モレノ
- 倉田謙介：田村義晃
- 美里：入絵加奈子
- 美鈴：小林愛
- 野村ちこ
- 伊藤葉子
- 倉田菊江：絵沢萌子
- 秀夫：松澤一之
- 清美：菅原あき
- 有吉和子：鳳八千代

### スタッフ
- 企画：出原弘之
- プロデューサー：平野一夫、小池唯一、風岡大
- 脚本：梶本恵美
- 演出：奥村正彦、金子与志一
- 演出補：佐々木雅之
- 制作補：北村信彦
- デスク：昇一美
- 音楽：岩本正樹
- 選曲・効果：田中稔
- 音楽コーディネーター：細井虎雄
- 技術プロデューサー：佐々木俊幸
- 技術：山岸桂一
- 撮影：竹内義仁
- 照明：高瀬隆治
- 音声：下山田淳
- VE：高梨剣
- VTR：渡部営
- 編集：大塚民生
- MA：山元俊志
- 美術：金子幸雄
- 美術進行：常盤俊春
- 技術協力：バスク
- スタジオ：国際放映、TMC-1
- 制作：泉放送制作、東海テレビ放送

### 主題歌
- 「バイバイ」
  - 作詞：拝郷芽衣子 / 作曲：松森由良 / 編曲：原一博 / 歌：石嶺聡子